# Ruimtelijk Structuurplan Vlaanderen

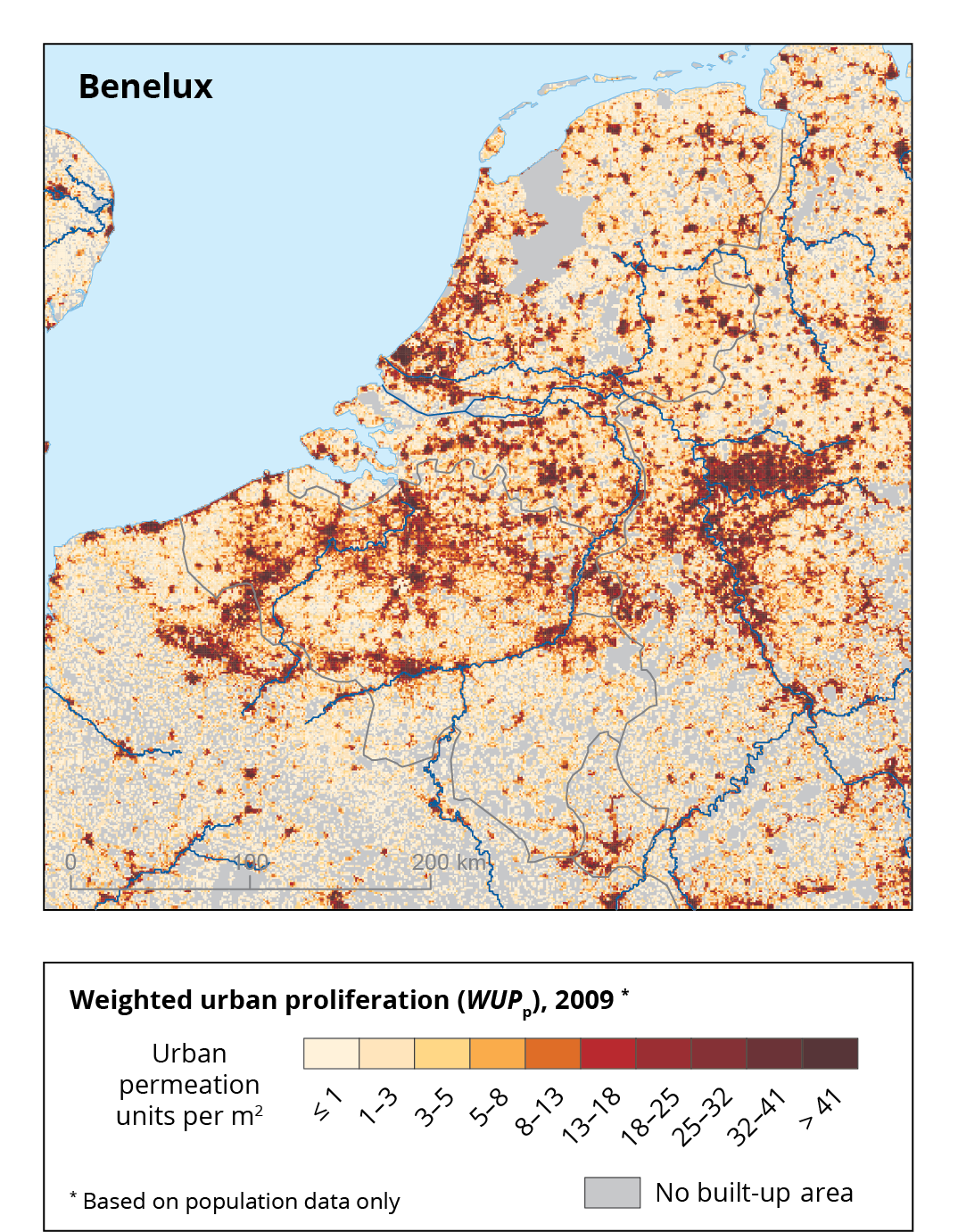
Vlaanderen heeft een hoge mate van urban sprawl of nevelgebied, dit door de ruimtelijke versnippering

Het Ruimtelijk Structuurplan Vlaanderen (RSV) is een door het Vlaams gewest opgemaakt ruimtelijk structuurplan dat de gewenste toekomstige ruimtelijke ordening in Vlaanderen coördineert. De opmaak van het RSV is verankerd in de wetgeving (vanaf 2010 de Vlaamse Codex Ruimtelijke Ordening).

## Voorgeschiedenis
In de jaren 70 werden de gewestplannen goedgekeurd. Dit zijn zoneringsplannen, die vertrekken uit de modernistische gedachte van functiescheiding. De gewestplannen hebben echter verschillende nadelen, zo zijn ze weinig flexibel, en bieden ze geen antwoord op een veranderende maatschappij.
De economische structuur transformeerde langzaam van een fordistische naar een post-fordistische maatschappij. Gezinsverdunning zorgde ervoor dat een andere woontypologie nodig was. Vlaanderen kende een sterke stadsvlucht, waardoor steeds meer mensen gingen wonen op het platteland, wat er enerzijds toe leidde dat de open ruimte volgebouwd raakte, en anderzijds mee aan de basis lag van de steeds langere structurele files.
Gewestplannen konden aangepast worden door middel van de opmaak van algemene plannen van aanleg (apa) en bijzondere plannen van aanleg (bpa). Die laatsten werden opgemaakt op lokaal niveau, en waren daarom geen geschikt instrument om bovenlokale dynamieken te sturen. APA's konden dit in theorie wel, maar werden zelden opgemaakt, zowel door een gebrek aan politieke daadkracht, als door een gebrek aan overkoepelende ruimtelijke visie.
Om deze redenen werd in 1997 het Ruimtelijke Structuurplan Vlaanderen of RSV opgemaakt. Het werd opgemaakt door de nood aan een overkoepelende ruimtelijke visie in Vlaanderen. Het heeft de ambitie de gewenste toekomstige ruimtelijke ontwikkeling in Vlaanderen vast te leggen.

## Opbouw
Zoals elk structuurplan bestaat het RSV uit drie delen: het 'informatief deel', het 'richtinggevend deel' en het 'bindend deel'.
Het 'informatief deel' moet beschouwd worden als de wetenschappelijke onderbouwing die nodig is een beleid te kunnen voeren: het inventariseert niet enkel de bestaande ruimtelijke indeling van Vlaanderen, maar onderzoekt ook alle te verwachten maatschappelijke/ruimtelijke tendensen in Vlaanderen.
Het 'richtinggevend deel' bevat de toekomstvisie. Als voorbeeld kan de 'gedeconcentreerde bundeling' worden aangehaald: de visie dat de demografische groei moet worden opgevangen in de bestaande woonkernen (bundeling), maar niet in één megastad, maar wel door de uitbouw over een polycentrisch netwerk dat wordt gecreëerd door de verdere uitbouw van een aantal gelecteerde bestaande kernen (gedeconcentreerde ontwikkeling).
De visie die in het RSV is vastgelegd is niet altijd doorvertaald naar acties, maar is evenmin vrijblijvend: structuurplannen van een lagere orde (provinciaal, gemeentelijk) mogen niet strijdig zijn met het RSV, en hetzelfde geldt voor ruimtelijke uitvoeringsplannen.
Het 'bindend deel' legt een aantal acties vast die verplicht moeten worden uitgevoerd. Zo wordt bv. de visie van de gedeconcentreerde bundeling vertaald naar een 60/40- doelstelling: 60% van de nieuwe woningen moeten in de kernen worden gebouwd, slechts 40% mag nog op het platteland worden gebouwd, zodat de stedelijke kernen effectief sterker zullen groeien dan het platteland.
Het RSV legt echter niet enkel regels vast omtrent wonen, maar bepaalt ook welke kernen economisch moeten ontwikkeld worden, legt de uitbouw van de hoofdwegenstructuur vast, voorziet hoe landbouw en natuur kunnen ontwikkelen, etc.

## Inhoud

### De stedelijke gebieden
Op basis van wetenschappelijk onderzoek werden twee Vlaamse grootstedelijke en elf regionaal-stedelijke gebieden geselecteerd. Tezamen worden deze aangeduid als de centrumsteden. Daarnaast werden ook 21 structuurondersteunende kleinstedelijke gebieden geselecteerd zoals Dendermonde, Geel, Ieper, Lier, Ronse en Vilvoorde. Een laatste categorie stedelijke gebieden wordt gevormd door de kleinstedelijke gebieden op provinciaal niveau, zoals Asse, Maaseik, Menen, Diksmuide, Lommel en Zottegem.

### Buitengebied

#### Vlaams Ecologisch Netwerk
Er werd een ecologische hoofdstructuur (het 'Vlaams Ecologisch Netwerk') uitgewerkt dat bestaat uit Grote Eenheden Natuur (GEN) en Grote Eenheden Natuur in Ontwikkeling (GENO), natuurverbindingsgebieden, natuurverwevingsgebieden. De natuurverbindingsgebieden worden afgebakend door de provincies en zijn gebieden waar de natuurfunctie ondergeschikt is aan een andere hoofdfunctie. In natuurverwevingsgebieden is de natuurfunctie gelijkwaardig aan de landbouw en/of bosbouw.

#### Agrarische structuur
Verder werd gesteld dat de agrarische structuur afgebakend zou worden. Dit gebeurde in 2009 zonder enig openbaar onderzoek onder de titel 'Herbevestigde Agrarische Gebieden'.

#### Nederzettingsstructuur
In het buitengebied werd de nederzettingsstructuur geanalyseerd en teruggebracht tot vier types: een hiërarchie van hoofddorpen en kernen, bebouwd perifeer landschap, 'linten' en verspreide bebouwing. Een 'hoofddorp' wordt gedefinieerd als een woonkern die over een voldoende uitrustingsgraad beschikt. Conform het principe van gedeconcentreerde bundeling wordt een verdere groei van linten en een toename van verspreide bebouwing niet aanvaard.
De selectie van de kernen werd toevertrouwd aan de provincies, in het richtinggevend gedeelte van hun provinciale ruimtelijke structuurplannen. Zo verfijnde de provincie Antwerpen de typering van woondorp in drie subtypes. In een type I is extra aangroei van de bevolking boven op de natuurlijke bevolkingsgroei toegelaten en in zowel type I als II is de creatie van een lokaal bedrijventerrein mogelijk, terwijl dit voor type III enkel mogelijk is de herlokalisatie van zonevreemde of historisch gegroeide bedrijven..
De woonkernen die niet geselecteerd worden als hoofddorp worden aangeduid als 'woonkern in het buitengebied'. In deze woonkernen is beperkte uitrusting (voorzieningen, bereikbaarheid) voor dagelijkse behoeften aanwezig, zoals een bakker of slager en waar een zeker draagvlak aanwezig is om deze voorzieningen in stand te houden. In een woonkern kan in principe geen lokaal bedrijventerrein worden aangelegd. De opvang van bijkomende woningen gebeurt in principe binnen de bestaande juridische voorraad. Er kan dus geen nieuw woongebied gecreëerd worden.

### Economische activiteiten
In het RSV wordt gestreefd naar een bundeling van economische activiteiten. 80 tot 85 procent van de bijkomende bedrijventerreinen dient zich te bevinden in de reeds bestaande economische knooppunten. De volgende economische knooppunten werden in 1997 geselecteerd: de stedelijke gebieden, de gemeenten van het Economisch Netwerk Albertkanaal en specifieke economische knooppunten. Enkele voorbeelden van specifieke economische knooppunten zijn Aalter, Alken, Anzegem, Ardooie, Londerzeel, Willebroek en Zele. In 2011 werd er onder impuls van de Vlaamse overheid een categorie van 'bijzondere economische knooppunten' toegevoegd, waar mogelijk bijkomende economische activiteiten ontwikkeld kunnen worden (bijvoorbeeld Meise-Westrode). Buiten deze geselecteerde gebieden blijft de uitbreiding van bestaande bedrijven mogelijk, met een focus op lokale en historische gegroeide bedrijven.

#### Poorten
'Poorten' zijn de verzameling van zeehavens, internationaal georiënteerde multimodale parken, de internationale luchthaven Zaventem en het HST-station Antwerpen-Centraal. Deze poorten worden als strategisch gezien in de economische structuur van Vlaanderen. De volgende zeehavens werden geselecteerd: Antwerpen, Gent, Brugge-Zeebrugge en Oostende. De luchthaven van Deurne werd niet geselecteerd als luchthaven op Vlaams niveau, voor de luchthaven van Oostende is dit wel het geval.

### Lijninfrastructuur

#### Wegen
Er worden vier wegcategorieën gebruikt in het RSV:

##### Hoofdweg
De hoofdwegen hebben een internationale en gewestelijke functie. Ze verbinden de grootsteden, de regionale steden en de poorten op Vlaams niveau met elkaar en het buitenland. De hoofdwegen worden ingericht als autosnelweg naar Europese normen.
Voorbeelden: R0, R1, A1, A8, A11 Antwerpen - Brugge, A12 Antwerpen - Nederland

##### Primaire weg
De primaire wegen hebben naast een verbindende functie ook een verzamelende functie op Vlaams niveau. Voor de primaire wegen type I primeert de eerste functie, voor de primaire wegen type II de tweede. Primaire wegen hebben een ontwerpsnelheid van 100 km/h of minder en worden ingericht als autosnelweg, autoweg of weg met 2x2 (of 2x1) rijvakken en gescheiden verkeersafwikkeling.
- type I (voorbeelden: R4-West en B402, R4-Oost, A3 Kraainem - Brussel, A12 Antwerpen - Brussel, N16 Mechelen - Sint-Niklaas, N74,...)
- type II (voorbeelden: N42, N45, N80 Hasselt - Sint-Truiden, N73, N75, R6)

##### Secundaire weg
De secundaire wegen zijn niet van gewestelijk belang en worden volgens het subsidiariteitsprincipe geselecteerd op provinciaal niveau. In de bebouwde kom wordt voor secundaire wegen het principe van een 'doortocht' vooropgesteld, voor primaire wegen leiden deze bij voorkeur rond bebouwde kommen.

##### Lokale weg
Dit zijn de overige wegen.

##### Principes
De volgende vier principes worden vooropgesteld bij de uitbouw van het wegennet:
- Verkeerswisselaars moeten functioneren tussen wegen van opeenvolgende niveaus. Een secundaire of lokale weg kan dus niet rechtstreeks aansluiten op het hoofdwegennet.
- Het hoofdwegennet moet samenhangend zijn. Er kunnen dus geen losstaande delen zijn.
- Hetzelfde geldt voor de wegen van een lager niveau, die door middel van de hiërarchie samenhangend dienen te zijn.
- De wegen van elk niveau moeten voorbehouden worden voor het geëigende verkeer. Er mag dus geen internationaal doorgaand verkeer plaatsvinden op het onderliggende wegennet.

Reservatiestroken in de gewestplannen voor de niet-geselecteerde hoofdwegen dienen geschrapt te worden. Dit gebeurde onder andere voor de A19 tussen Ieper en Veurne en voor de autosnelweg A9 in de Vlaamse Ardennen.

#### Spoor
Als hoofdspoorwegennet wordt het HST-net geselecteerd en de belangrijkste Vlaamse spoorwegen. Voor het goederenvervoer wordt onder andere een te activeren en verlengen IJzeren Rijn van Duinkerke via Antwerpen en Neerpelt naar het Ruhrgebied voorgesteld.
De treinstations op Vlaams niveau zijn: Antwerpen-Centraal, Brussel-Zuid, Antwerpen-Berchem en Gent-Sint-Pieters, aangevuld door Gent-Dampoort.
Met het oog op toekomstige uitbreidingen van het net werd gevraagd ruimte te reserveren voor nieuwe spoorlijnen waaronder de tweede spoortoegang tot de haven van Antwerpen vanaf Lier en een Liefkenshoekspoortunnel.

## Herzieningen en opvolger
Het oorspronkelijke plan liep van 1997 tot 2007. Het RSV werd een eerste keer geactualiseerd in 2004. Na het verstrijken van de planhorizon in 2007, is men gestart met een tweede herziening. Deze tweede en laatste herziening werd van kracht in 2010, waarmee het plan moest meekunnen tot 2012. 
De Vlaamse Regering heeft op 28 januari 2011 het proces gestart dat leidde tot de vaststelling van een Beleidsplan Ruimte Vlaanderen (BRV) ter vervanging van het RSV, en een antwoord moet bieden op onder meer de vergrijzing van de maatschappij, maar ook bv. aan klimaatverandering. Tegen eind 2016 werd een ontwerp-BRV verwacht.